# 女とオウム
『女とオウム』（仏: La Femme au perroquet, 英: Woman with a Parrot）は、フランス写実主義の画家ギュスターヴ・クールベが1866年に描いた油彩画。ヌード作品であり、サロン・ド・パリでは1864年に下品であるとして拒絶されたが、1866年に価値が認められた。アメリカ合衆国、ニューヨークのメトロポリタン美術館に所蔵されている。